# NSB El 6
Az NSB El 6 egy norvég 15 kV, 16,7 Hz AC áramrendszerű villamosmozdony volt. Az NSB üzemeltette. 1911-ben gyártotta az AEG és a Skabo. Összesen 1 db készült belőle. Az NSB 1956-ban selejtezte a mozdonyt. Az egyetlen példány nem került megőrzésre.